# Qpopper
Qpopper（キューポッパー）はクアルコム社が開発・公開しているPOP3サーバデーモンである。POP3、APOPアクセスに対応する。多くのUNIXライクなOSに標準添付されている。RFC 1939 と RFC 2449 を完全にサポートする。
スタンドアロンでも動作する。

## 関連情報
- teapop
- Dovecot
- procmail
- Courier-MTA